# Liste von Terroranschlägen im Jahr 2005
Die Liste von Terroranschlägen im Jahr 2005 enthält eine unvollständige Auswahl von Terroranschlägen, die im Jahr 2005 passierten. Attentate werden gesondert in der Liste bekannter Attentate behandelt. Die Liste von Sprengstoffanschlägen listet auch nichtterroristische Anschläge. Die Liste von Flugzeugentführungen enthält eine Liste mit meist terroristischem Hintergrund. Im Artikel Rechtsterrorismus werden weitere terroristische Anschläge aufgezählt.

## Erläuterung
In der Spalte Politische Ausrichtung ist die politische bzw. weltanschauliche Einordnung der Täter angegeben: faschistisch, rassistisch, nationalistisch, nationalsozialistisch, sozialistisch, kommunistisch, antiimperialistisch, islamistisch (schiitisch, sunnitisch, deobandisch, salafistisch, wahhabitisch), hinduistisch. Bei vorrangig auf staatliche Unabhängigkeit oder Autonomie zielender Ausrichtung ist autonomistisch vorangestellt, gefolgt von der Region oder der Volksgruppe und ggf. weiteren Merkmalen der Täter: armenisch, irisch (katholisch), kurdisch, tirolisch, tschetschenisch, dagestanisch, punjabisch (sikhistisch), palästinensisch.
Die Opferzahlen der Anschläge werden farbig dargestellt:

Die Zahl bei den Anschlägen getöteter/verletzter Täter ist in Klammern ( ) gesetzt.

## Januar
| Datum/Beginn    | Betroffenes Land | Anschlag                    | Täter                              | Politische Ausrichtung                                             | Mittel                               | Ziel                   | Tote    | Verletzte | Hintergrund                       |
| --------------- | ---------------- | --------------------------- | ---------------------------------- | ------------------------------------------------------------------ | ------------------------------------ | ---------------------- | ------- | --------- | --------------------------------- |
| 02. Januar 2005 | Irak             | Anschlag in Balad           |                                    |                                                                    | 2 Selbstmordattentäter mit Autobombe | Militärbus             | 26 (+2) | 6         | Irakischer Widerstand             |
| 03. Januar 2005 | Irak             | Anschlag in Bagdad          | Ansar as-Sunna                     | sunnitisch-islamistisch                                            | Selbstmordattentäter mit Autobombe   | Kontrollpunkt          | 4 (+1)  | 24        | Irakischer Widerstand             |
| 05. Januar 2005 | Irak             | Anschlag in Hilla           |                                    |                                                                    | Selbstmordattentäter mit Autobombe   | Polizeiakademie        | 10 (+1) | 41        | Irakischer Widerstand             |
| 08. Januar 2005 | Sri Lanka        | Anschlag in Batticaloa      | vermutlich Christliche Extremisten |                                                                    | Granate                              | Beerdigung             | 3       | 38        | Bürgerkrieg in Sri Lanka          |
| 16. Januar 2005 | Thailand         | Anschlag in Yala            |                                    |                                                                    | Sprengfalle                          | Restaurant, Zivilisten | 1       | 59        | Konflikt in Südthailand seit 2004 |
| 24. Januar 2005 | Sudan            | Anschlag in Dschanub Darfur |                                    |                                                                    | Brandstiftung                        | Zivilisten             | 22      | 26        | Darfur-Konflikt                   |
| 26. Januar 2005 | Irak             | Anschlag in Sindschar       |                                    |                                                                    | Autobombe                            | Regierungsgebäude      | 15      | 30        | Irakischer Widerstand             |
| 30. Januar 2005 | Spanien          | Anschlag in Dénia           | ETA                                | autonomistisch, baskisch-nationalistisch, marxistisch-leninistisch | Sprengsatz                           | Hotel                  | 0       | 1         | Baskischer Konflikt               |

## Februar
| Datum/Beginn     | Betroffenes Land | Anschlag                   | Täter                             | Politische Ausrichtung                                                                      | Mittel                                                    | Ziel                                    | Tote     | Verletzte | Hintergrund                           |
| ---------------- | ---------------- | -------------------------- | --------------------------------- | ------------------------------------------------------------------------------------------- | --------------------------------------------------------- | --------------------------------------- | -------- | --------- | ------------------------------------- |
| 01. Februar 2005 | Georgien         | Anschlag in Gori           |                                   |                                                                                             | Autobombe                                                 |                                         | 3        | 20        | Georgisch-Ossetischer Konflikt        |
| 08. Februar 2005 | Irak             | Anschlag in Bagdad         | al-Qaida im Irak                  | salafistisch, wahhabitisch, panislamisch, antikommunistisch, antizionistisch, antisemitisch | Selbstmordattentäter                                      | Militärrekruten                         | 20 (+1)  | 27        | Irakischer Widerstand                 |
| 08. Februar 2005 | Irak             | Anschlag in Diyala         |                                   |                                                                                             |                                                           | Lkw-Konvoi, Soldaten                    | 20       |           | Irakischer Widerstand                 |
| 09. Februar 2005 | Spanien          | Anschlag in Madrid         | ETA                               | autonomistisch, baskisch-nationalistisch, marxistisch-leninistisch                          | Autobombe                                                 | Gewerbegebiet                           | 0        | 43        | Baskischer Konflikt                   |
| 11. Februar 2005 | Irak             | Anschlag in Diyala         |                                   |                                                                                             | Selbstmordattentäter mit Autobombe                        | Moschee                                 | 13 (+1)  | 22        | Irakischer Widerstand                 |
| 12. Februar 2005 | Irak             | Anschlag in Babil          | vermutlich al-Qaida im Irak       | salafistisch, wahhabitisch, panislamisch, antikommunistisch, antizionistisch, antisemitisch | Selbstmordattentäter mit Autobombe                        | Krankenhaus                             | 18       | 21        | Irakischer Widerstand                 |
| 13. Februar 2005 | Indien           | Anschlag in Shopian        |                                   |                                                                                             | Granate                                                   | Militärfahrzeug                         | 0        | 25        | Aufstand in Kaschmir                  |
| 14. Februar 2005 | Libanon          | Anschlagsserie             |                                   |                                                                                             | Sprengstoff                                               |                                         | 38       | 360       |                                       |
| 14. Februar 2005 | Philippinen      | Anschlagsserie             |                                   |                                                                                             | 3 Sprengsätze                                             | Bus, Einkaufszentrum                    | 9        | 68+       | Moro-Konflikt                         |
| 17. Februar 2005 | Thailand         | Anschlag in Narathiwat     |                                   |                                                                                             | Autobombe                                                 | Hotel                                   | 5        | 40        | Konflikt in Südthailand seit 2004     |
| 18. Februar 2005 | Irak             | Anschlag in Bagdad         |                                   |                                                                                             | 3 Selbstmordattentäter, Selbstmordattentäter auf Motorrad | Moscheen, Beerdigung                    | 19 (+4)  | 78        | Irakischer Widerstand                 |
| 21. Februar 2005 | Sri Lanka        | Anschlag in Sabaragamuwa   |                                   |                                                                                             | Granate, Schusswaffen                                     | Gerichtsgebäude, Polizisten, Zivilisten | 3        | 38        | Bürgerkrieg in Sri Lanka              |
| 24. Februar 2005 | Irak             | Anschlag in Tikrit         |                                   |                                                                                             | Selbstmordattentäter mit Autobombe                        | Polizeihauptquartier                    | 11 (+1)  | 35        | Irakischer Widerstand                 |
| 25. Februar 2005 | Israel           | Anschlag in Tel Aviv-Jaffa | Islamischer Dschihad in Palästina | palästinensisch-nationalistisch, islamisch-nationalistisch, islamistisch, antizionistisch   | Selbstmordattentäter                                      | Nachtclub, Israelische Zivilisten       | 4 (+1)   | 53        | Israelisch-Palästinensischer Konflikt |
| 28. Februar 2005 | Irak             | Anschlag in Hilla          |                                   |                                                                                             | Selbstmordattentäter mit Autobombe                        | Zivilisten                              | 109 (+1) | 133+      | Irakischer Widerstand                 |

## März
| Datum/Beginn  | Betroffenes Land | Anschlag             | Täter                                  | Politische Ausrichtung                                                                      | Mittel                                               | Ziel                       | Tote    | Verletzte | Hintergrund                   |
| ------------- | ---------------- | -------------------- | -------------------------------------- | ------------------------------------------------------------------------------------------- | ---------------------------------------------------- | -------------------------- | ------- | --------- | ----------------------------- |
| 02. März 2005 | Irak             | Anschlag in Bagdad   | al-Qaida im Irak                       | salafistisch, wahhabitisch, panislamisch, antikommunistisch, antizionistisch, antisemitisch | Selbstmordattentäter mit Autobomben                  | Militärrekruten            | 20 (+2) | 30 (+2)   | Irakischer Widerstand         |
| 07. März 2005 | Irak             | Anschlag in Balad    | al-Qaida im Irak                       | salafistisch, wahhabitisch, panislamisch, antikommunistisch, antizionistisch, antisemitisch | Selbstmordattentäter mit Autobombe                   | Gebäude                    | 15 (+1) | 23        | Irakischer Widerstand         |
| 09. März 2005 | Irak             | Anschlag in Bagdad   |                                        |                                                                                             | Selbstmordattentäter mit Schusswaffen und Autobomben | Landwirtschaftsministerium | 2 (+2)  | 30        | Irakischer Widerstand         |
| 10. März 2005 | Irak             | Anschlag in Mossul   |                                        |                                                                                             | Selbstmordattentäter                                 | Moschee                    | 46 (+1) | 80        | Irakischer Widerstand         |
| 10. März 2005 | Irak             | Anschlag in al-Anbar |                                        |                                                                                             | Schusswaffen                                         | Zivilisten                 | 26      | 0         | Irakischer Widerstand         |
| 17. März 2005 | Afghanistan      | Anschlag in Kandahar | vermutlich Taliban                     | deobandisch-fundamentalistisch, paschtunisch, islamistisch                                  | 2 Sprengsätze                                        | Zivilisten                 | 5       | 32        | Krieg in Afghanistan          |
| 19. März 2005 | Katar            | Anschlag in Doha     | Organization of Soldiers of the Levant |                                                                                             | Selbstmordattentäter mit Autobombe                   | Theater, Zivilisten        | 1 (+1)  | 12        |                               |
| 19. März 2005 | Pakistan         | Anschlag in Punjab   |                                        |                                                                                             | Selbstmordattentäter                                 | Schrein                    | 50 (+1) | ~40       | Konflikt in Nordwest-Pakistan |

## April
| Datum/Beginn   | Betroffenes Land | Anschlag              | Täter            | Politische Ausrichtung                                                                      | Mittel                                | Ziel                          | Tote    | Verletzte | Hintergrund               |
| -------------- | ---------------- | --------------------- | ---------------- | ------------------------------------------------------------------------------------------- | ------------------------------------- | ----------------------------- | ------- | --------- | ------------------------- |
| 07. April 2005 | Nepal            | Anschlag in Nepalganj | Maoisten         | maoistisch                                                                                  | Sprengstoff                           | Tempel                        | 0       | 25        | Nepalesischer Bürgerkrieg |
| 11. April 2005 | Irak             | Anschlag in Samarra   |                  |                                                                                             | Selbstmordattentäter mit Autobombe    | Kontrollpunkt                 | 3 (+1)  | 27        | Irakischer Widerstand     |
| 14. April 2005 | Irak             | Anschlag in Bagdad    | al-Qaida im Irak | salafistisch, wahhabitisch, panislamisch, antikommunistisch, antizionistisch, antisemitisch | 2 Selbstmordattentäter mit Autobomben | Innenministerium, US-Soldaten | 18 (+2) | 24        | Irakischer Widerstand     |
| 19. April 2005 | Irak             | Anschlag in Bagdad    |                  |                                                                                             | Selbstmordattentäter mit Autobombe    | Militärgebäude                | 5 (+1)  | 20        | Irakischer Widerstand     |
| 22. April 2005 | Irak             | Anschlag in Bagdad    |                  |                                                                                             | Autobombe                             | Moschee                       | 9       | 28        | Irakischer Widerstand     |
| 23. April 2005 | Irak             | Anschlag in al-Anbar  | al-Qaida im Irak | salafistisch, wahhabitisch, panislamisch, antikommunistisch, antizionistisch, antisemitisch | Selbstmordattentäter mit Autobombe    | Soldaten, Zivilisten          | 9 (+1)  | 20        | Irakischer Widerstand     |
| 24. April 2005 | Irak             | Anschlag in Tikrit    | al-Qaida im Irak | salafistisch, wahhabitisch, panislamisch, antikommunistisch, antizionistisch, antisemitisch | 2 Autobomben                          | Polizeiakademie               | 6       | 26        | Irakischer Widerstand     |
| 30. April 2005 | Irak             | Anschlag in Baquba    |                  |                                                                                             | Selbstmordattentäter mit Autobombe    | Polizisten, Zivilisten        | 4 (+1)  | 20        | Irakischer Widerstand     |

## Mai
| Datum/Beginn | Betroffenes Land | Anschlag                    | Täter                   | Politische Ausrichtung                                                                      | Mittel                                                        | Ziel                              | Tote    | Verletzte | Hintergrund                     |
| ------------ | ---------------- | --------------------------- | ----------------------- | ------------------------------------------------------------------------------------------- | ------------------------------------------------------------- | --------------------------------- | ------- | --------- | ------------------------------- |
| 01. Mai 2005 | Irak             | Anschlag in Tal Afar        |                         |                                                                                             | Selbstmordattentäter mit Autobombe, Automatische Schusswaffen | Beerdigung                        | 25      | 30        | Irakischer Widerstand           |
| 04. Mai 2005 | Irak             | Anschlag in Erbil           | Ansar as-Sunna          | sunnitisch                                                                                  | Selbstmordattentäter                                          | Polizeirekrutierungszentrum       | 59 (+1) | 150       | Irakischer Widerstand           |
| 06. Mai 2005 | Irak             | Anschlag in Wasit           |                         |                                                                                             | Selbstmordattentäter mit Autobombe                            | Markt                             | 58 (+1) | 44        | Irakischer Widerstand           |
| 07. Mai 2005 | Myanmar          | Anschlag in Rangun          |                         |                                                                                             | Sprengsätze                                                   | Handelszentrum, Einkaufszentren   | 19      | 162       | Bewaffnete Konflikte in Myanmar |
| 07. Mai 2005 | Irak             | Anschlag in Bagdad          | al-Qaida im Irak        | salafistisch, wahhabitisch, panislamisch, antikommunistisch, antizionistisch, antisemitisch | 2 Selbstmordattentäter mit Autobomben                         | Konvoi                            | 22      | 35        | Irakischer Widerstand           |
| 07. Mai 2005 | Irak             | Anschlag in al-Anbar        |                         |                                                                                             | Selbstmordattentäter mit Autobombe                            | US-Soldaten vor Krankenhaus       | 4 (+?)  | 99        | Irakischer Widerstand           |
| 11. Mai 2005 | Irak             | Anschlag in Bagdad          |                         |                                                                                             | Selbstmordattentäter mit Autobombe                            | Polizeistation                    | 3 (+1)  | 99        | Irakischer Widerstand           |
| 11. Mai 2005 | Indien           | Anschlag in Srinagar        | Al-Nasireen Group       |                                                                                             | Autobombe                                                     | Klinik, Polizisten, Zivilisten    | 5 (+3)  | 36        | Aufstand in Kaschmir            |
| 11. Mai 2005 | Irak             | Anschlag in Tikrit          | Ansar as-Sunna          | sunnitisch-islamistisch                                                                     | Selbstmordattentäter mit Autobombe                            | Tagelöhner                        | 28      | 60        | Irakischer Widerstand           |
| 11. Mai 2005 | Irak             | Anschlag in Hawidscha       |                         |                                                                                             | Selbstmordattentäter                                          | Rekrutierungszentrum              | 30 (+1) | 35        | Irakischer Widerstand           |
| 11. Mai 2005 | Irak             | Anschlag in Bagdad          |                         |                                                                                             | Selbstmordattentäter mit Autobomben                           | Polizeistation, Polizisten        | 6 (+?)  | 198       | Irakischer Widerstand           |
| 12. Mai 2005 | Indien           | Anschlag in Srinagar        |                         |                                                                                             | Granate                                                       | Missionsschule                    | 2       | 59        | Aufstand in Kaschmir            |
| 12. Mai 2005 | Irak             | Anschlag in Bagdad          |                         |                                                                                             | Autobombe                                                     | Markt                             | 17      | 81        | Irakischer Widerstand           |
| 12. Mai 2005 | Afghanistan      | Anschlag in Lugar           | vermutlich Taliban      | deobandisch-fundamentalistisch, paschtunisch, islamistisch                                  | Schusswaffen, Brandstiftung                                   | Telekommunikationsanlage          | 0       | 99        | Krieg in Afghanistan            |
| 13. Mai 2005 | Usbekistan       | Anschlag in Andijon         | Demonstranten           |                                                                                             | Schusswaffen                                                  | Gefängnis                         | 9       | 34        |                                 |
| 13. Mai 2005 | Nigeria          | Anschlag in Sokoto          | Sunnitische Extremisten |                                                                                             | Steine, Macheten, Brandstiftung                               | Schiitische Zivilisten            | 2       | 35        | Kommunale Konflikte in Nigeria  |
| 15. Mai 2005 | Spanien          | Anschlag in Bergara         | ETA                     | autonomistisch, baskisch-nationalistisch, marxistisch-leninistisch                          | Sprengsatz                                                    | Chemiefabrik                      | 0       | 3         | Baskischer Konflikt             |
| 16. Mai 2005 | Irak             | Anschlag in Bagdad          |                         |                                                                                             | 2 Autobomben                                                  | Markt, Soldaten                   | 10      | 28        | Irakischer Widerstand           |
| 17. Mai 2005 | Indien           | Anschlag in Srinagar        |                         |                                                                                             | Granate, Schusswaffen                                         | Beerdigung                        | 2       | 20        | Aufstand in Kaschmir            |
| 22. Mai 2005 | Indien           | Anschlag in Neu-Delhi       |                         |                                                                                             | 2 Sprengsätze                                                 | Kinos                             | 1       | 50        |                                 |
| 23. Mai 2005 | Irak             | Anschlag in Bagdad          |                         |                                                                                             | Autobombe                                                     | Restaurant                        | 8       | 110       | Irakischer Widerstand           |
| 23. Mai 2005 | Irak             | Anschlag in Tal Afar        |                         |                                                                                             | 2 Selbstmordattentäter mit Autobomben                         | Wohngebäude                       | 18 (+2) | 20        | Irakischer Widerstand           |
| 23. Mai 2005 | Irak             | Anschlag in Babil           |                         |                                                                                             | Selbstmordattentäter mit Autobombe                            | Moschee                           | 7 (+1)  | 23        | Irakischer Widerstand           |
| 25. Mai 2005 | Spanien          | Anschlag in Madrid          | ETA                     | autonomistisch, baskisch-nationalistisch, marxistisch-leninistisch                          | Autobombe                                                     | Zivilisten                        | 0       | 34        | Baskischer Konflikt             |
| 27. Mai 2005 | Pakistan         | Anschlag in Islamabad       |                         |                                                                                             | Selbstmordattentäter                                          | Schrein                           | 19 (+1) | 100       | Konflikt in Nordwest-Pakistan   |
| 28. Mai 2005 | Indonesien       | Anschlag in Sulawesi Tengah | Jemaah Islamiyah        | islamistisch, islamisch-fundamentalistisch, panislamisch, salafistisch, wahhabitisch        | 2 Sprengsätze                                                 | Polizeistation, Markt, Zivilisten | 22      | 60        |                                 |
| 30. Mai 2005 | Irak             | Anschlag in Hilla           | al-Qaida im Irak        | salafistisch, wahhabitisch, panislamisch, antikommunistisch, antizionistisch, antisemitisch | 3 Selbstmordattentäter                                        | Polizisten                        | 31 (+3) | 108       | Irakischer Widerstand           |
| 30. Mai 2005 | Pakistan         | Anschlag in Karatschi       |                         |                                                                                             | 3 Selbstmordattentäter, Automatische Schusswaffen             | Moschee                           | 2 (+3)  | 23        | Konflikt in Nordwest-Pakistan   |

## Juni
| Datum/Beginn  | Betroffenes Land | Anschlag                  | Täter                                   | Politische Ausrichtung                                                                      | Mittel                                 | Ziel                                 | Tote    | Verletzte | Hintergrund                                       |
| ------------- | ---------------- | ------------------------- | --------------------------------------- | ------------------------------------------------------------------------------------------- | -------------------------------------- | ------------------------------------ | ------- | --------- | ------------------------------------------------- |
| 01. Juni 2005 | Elfenbeinküste   | Anschlag nahe Duékoué     |                                         |                                                                                             | Schuss- und Stichwaffen, Brandstiftung | Zivilisten                           | 41      | 64        | Bürgerkrieg in der Elfenbeinküste                 |
| 05. Juni 2005 | Mauretanien      | Anschlag in Tiris Zemmour | Salafist Group for Preaching and Combat | salafistisch                                                                                | Schusswaffen                           | Militärstützpunkt                    | 18 (+5) | 20        |                                                   |
| 06. Juni 2005 | Nepal            | Anschlag in Madi          | Maoisten                                | maoistisch                                                                                  | Sprengstoff                            | Passagierbus                         | 53      | 72        | Bürgerkrieg in Nepal                              |
| 09. Juni 2005 | Deutschland      | Anschlag in Nürnberg      | NSU                                     | rechtsextremistisch, neonazistisch, rassistisch, xenophob                                   | Pistole                                | Türkischer Geschäftsinhaber          | 1       | 0         |                                                   |
| 12. Juni 2005 | Iran             | Anschlag in Ahvaz         |                                         |                                                                                             | Autobomben                             | Regierungsgebäude, Zivilisten        | 8       | 85        |                                                   |
| 13. Juni 2005 | Indien           | Anschlag in Pulwama       | United Jihad Council                    |                                                                                             | Autobombe                              | Polizeicamp, Schule                  | 15      | 100       | Aufstand in Kaschmir                              |
| 14. Juni 2005 | Irak             | Anschlag in Kirkuk        | Ansar al-Islam                          | salafistisch, wahhabitisch                                                                  | Selbstmordattentäter                   | Regierungsarbeiter                   | 19 (+1) | 65        | Irakischer Widerstand                             |
| 15. Juni 2005 | Deutschland      | Anschlag in München       | NSU                                     | rechtsextremistisch, neonazistisch, rassistisch, xenophob                                   | Pistole                                | Griechischer Schlosser               | 1       | 0         |                                                   |
| 19. Juni 2005 | Indien           | Anschlag in Chhattisgarh  | CPI                                     | kommunistisch, marxistisch-leninistisch-maoistisch, links-nationalistisch                   | Landminen, Gewehre, Pfeil und Bogen    | Zivilisten                           | 8       | 100       | Naxalitenaufstand                                 |
| 19. Juni 2005 | Irak             | Anschlag in Bagdad        | al-Qaida im Irak                        | salafistisch, wahhabitisch, panislamisch, antikommunistisch, antizionistisch, antisemitisch | Selbstmordattentäter                   | Restaurant                           | 22 (+1) |           | Irakischer Widerstand                             |
| 20. Juni 2005 | Irak             | Anschlag in Erbil         |                                         |                                                                                             | Selbstmordattentäter mit Autobombe     | Verkehrspolizisten bei Training      | 13 (+1) | 130       | Irakischer Widerstand                             |
| 21. Juni 2005 | Indien           | Anschlag in Chhattisgarh  | Maoisten                                | maoistisch                                                                                  |                                        | Zivilisten                           | 8       | 30        | Naxalitenaufstand                                 |
| 23. Juni 2005 | Irak             | Anschlag in Bagdad        |                                         |                                                                                             | Selbstmordattentäter mit Autobomben    | Moscheen, Polizeistreife, Zivilisten | 19 (+1) | 50        | Irakischer Widerstand                             |
| 24. Juni 2005 | Türkei           | Anschlag in Kocaeli       | Freiheitsfalken Kurdistans              | autonomistisch, kurdisch-nationalistisch                                                    | Sprengstoff                            | Fabrikgelände                        | 0       | 20        | Konflikt zwischen der Republik Türkei und der PKK |

## Juli
| Datum/Beginn  | Betroffenes Land       | Anschlag                        | Täter                                    | Politische Ausrichtung                                                                      | Mittel                                | Ziel                                                   | Tote    | Verletzte | Hintergrund                           |
| ------------- | ---------------------- | ------------------------------- | ---------------------------------------- | ------------------------------------------------------------------------------------------- | ------------------------------------- | ------------------------------------------------------ | ------- | --------- | ------------------------------------- |
| 02. Juli 2005 | Irak                   | Anschlag in Bagdad              | al-Qaida im Irak                         | salafistisch, wahhabitisch, panislamisch, antikommunistisch, antizionistisch, antisemitisch | Selbstmordattentäter mit Autobombe    | Polizeirekruten                                        | 19 (+1) | 21        | Irakischer Widerstand                 |
| 02. Juli 2005 | Irak                   | Anschlag in Hilla               | al-Qaida im Irak                         | salafistisch, wahhabitisch, panislamisch, antikommunistisch, antizionistisch, antisemitisch | 2 Selbstmordattentäter                | Polizeirekruten                                        | 6 (+2)  | 26        | Irakischer Widerstand                 |
| 03. Juli 2005 | Irak                   | Anschlag in Babil               |                                          |                                                                                             | 2 Selbstmordattentäter                | Veranstaltung, Restaurant                              | 7 (+2)  | 31        | Irakischer Widerstand                 |
| 06. Juli 2005 | Irak                   | Anschlag in Hilla               |                                          |                                                                                             | Sprengsatz                            | Markt                                                  | 13      | 27        | Irakischer Widerstand                 |
| 06. Juli 2005 | Irak                   | Anschlag in Babil               |                                          |                                                                                             | 2 Autobomben                          | Zivilisten                                             | 11      | 30        | Irakischer Widerstand                 |
| 07. Juli 2005 | Vereinigtes Königreich | Anschlag in London              | al-Qaida                                 | islamistisch                                                                                | 4 Selbstmordattentäter                | 3 U-Bahn-Züge, Doppeldeckerbus                         | 52 (+4) | 784       |                                       |
| 07. Juli 2005 | Irak                   | Anschlag in Mossul              |                                          |                                                                                             | Mörser                                | Regierungsgebäude                                      | 3       | 64        | Irakischer Widerstand                 |
| 10. Juli 2005 | Irak                   | Anschlag in Bagdad              | al-Qaida im Irak                         | salafistisch, wahhabitisch, panislamisch, antikommunistisch, antizionistisch, antisemitisch | Selbstmordattentäter                  | Militärrekruten                                        | 24 (+1) | 47        | Irakischer Widerstand                 |
| 11. Juli 2005 | Ruanda                 | Anschlag in Gitarama            | Hutu-Extremisten                         |                                                                                             | Schusswaffen, Brandstiftung           |                                                        | 30      | 0         |                                       |
| 12. Juli 2005 | Israel                 | Anschlag in Netanja             | Islamischer Dschihad in Palästina        | palästinensisch-nationalistisch, islamisch-nationalistisch, islamistisch, antizionistisch   | Selbstmordattentäter                  | Einkaufszentrum                                        | 2 (+1)  | 40        | Israelisch-Palästinensischer Konflikt |
| 12. Juli 2005 | Spanien                | Anschlag in Barcelona           | vermutlich Anarchisten                   | anarchistisch                                                                               | Sprengsatz                            | Kulturinstitut                                         | 0       | 1         |                                       |
| 12. Juli 2005 | Kenia                  | Anschlag in Eastern             |                                          |                                                                                             | Schusswaffen                          | Grundschule                                            | 44      |           |                                       |
| 13. Juli 2005 | Irak                   | Anschlag in Bagdad              |                                          |                                                                                             | Selbstmordattentäter mit Autobombe    | US-Soldaten                                            | 28 (+1) | 70        | Irakischer Widerstand                 |
| 15. Juli 2005 | Irak                   | Anschlag in Bagdad              |                                          |                                                                                             | Autobombe                             | Soldaten                                               | 3       | 36        | Irakischer Widerstand                 |
| 16. Juli 2005 | Guinea-Bissau          | Anschläge in Bissau             |                                          |                                                                                             | Schusswaffen                          | Wahlkommission, Armee-Hauptquartier, Präsidentenpalast | 3       | 12        |                                       |
| 16. Juli 2005 | Irak                   | Anschlag in Babil               |                                          |                                                                                             | Selbstmordattentäter                  | Tankwagen an Tankstelle, Moschee, Zivilisten           | 53 (+1) | 82        | Irakischer Widerstand                 |
| 16. Juli 2005 | Irak                   | Anschlag in Bagdad              | al-Qaida im Irak                         | salafistisch, wahhabitisch, panislamisch, antikommunistisch, antizionistisch, antisemitisch | Selbstmordattentäter mit Autobombe    | Militärstützpunkt                                      | 7 (+1)  | 20        | Irakischer Widerstand                 |
| 17. Juli 2005 | Guinea-Bissau          | Anschlag in Bissau              |                                          |                                                                                             | Schusswaffen                          | Innenministerium                                       | 0       | 3         |                                       |
| 19. Juli 2005 | Russland               | Anschlag in Snamenskoje         | Rijadus-Salichin                         | autonomistisch, islamistisch                                                                | Sprengsatz                            | Polizeifahrzeug                                        | 15      | 24        | Zweiter Tschetschenienkrieg           |
| 20. Juli 2005 | Irak                   | Anschlag in Bagdad              |                                          |                                                                                             | Selbstmordattentäter                  | Militärrekrutierungszentrum                            | 7 (+1)  | 25        | Irakischer Widerstand                 |
| 23. Juli 2005 | Ägypten                | Anschlag in Scharm asch-Schaich | Tawhid al-Jihad, Abdullah Azzam Brigades | salafistisch, wahhabitisch, sunnitisch, islamisch-fundamentalistisch                        | 3 Selbstmordattentäter mit Autobomben | Hotels, Touristen, Zivilisten                          | 88 (+3) | 110       | Israelisch-Palästinensischer Konflikt |
| 24. Juli 2005 | Irak                   | Anschlag in Bagdad              |                                          |                                                                                             | Selbstmordattentäter mit Autobombe    | Polizeistation, Zivilisten                             | 22 (+1) | 30        | Irakischer Widerstand                 |
| 24. Juli 2005 | Russland               | Anschlag in Dagestan            |                                          |                                                                                             | Sprengsatz                            | Pendlerzug                                             | 1       | 40        | Zweiter Tschetschenienkrieg           |
| 25. Juli 2005 | Irak                   | Anschlag in Bagdad              |                                          |                                                                                             | Selbstmordattentäter mit Autobombe    | Polizeihauptquartier                                   | 2 (+1)  | 25        | Irakischer Widerstand                 |
| 25. Juli 2005 | Äthiopien              | Anschlag in Jijiga              |                                          |                                                                                             | 3 Granaten                            | Hotel                                                  | 5       | 31        |                                       |
| 26. Juli 2005 | Irak                   | Anschlag in Salah ad-Din        |                                          |                                                                                             | Schusswaffen                          | Arbeiter                                               | 18      | 22        | Irakischer Widerstand                 |
| 26. Juli 2005 | Irak                   | Anschlag in al-Anbar            |                                          |                                                                                             | Schusswaffen                          | Gefängnismitarbeiter                                   | 20      |           | Irakischer Widerstand                 |
| 27. Juli 2005 | Irak                   | Anschlag in Bagdad              |                                          |                                                                                             | Mörser                                | Bushaltestelle                                         | 3       | 37        | Irakischer Widerstand                 |
| 27. Juli 2005 | Irak                   | Anschlag nahe Bagdad            |                                          |                                                                                             | Schusswaffen                          | Fabrikarbeiter in Bus                                  | 17      | 20        | Irakischer Widerstand                 |
| 28. Juli 2005 | Indien                 | Eisenbahnunfall von Harpalganj  |                                          |                                                                                             | Sprengsatz                            | Expresszug                                             | 14      | 62        |                                       |
| 29. Juli 2005 | Irak                   | Anschlag in Ninawa              | al-Qaida im Irak                         | salafistisch, wahhabitisch, panislamisch, antikommunistisch, antizionistisch, antisemitisch | Selbstmordattentäter                  | Polizeirekruten                                        | 43 (+1) | 57        | Irakischer Widerstand                 |
| 30. Juli 2005 | Irak                   | Anschlag in Bagdad              |                                          |                                                                                             | Selbstmordattentäter mit Autobombe    | Polizeistreife                                         | 4 (+1)  | 20        | Irakischer Widerstand                 |

## August
| Datum/Beginn    | Betroffenes Land | Anschlag                 | Täter                                                       | Politische Ausrichtung                                                                                   | Mittel                  | Ziel                                                                 | Tote   | Verletzte | Hintergrund                           |
| --------------- | ---------------- | ------------------------ | ----------------------------------------------------------- | --- | ----------------------- | -------------------------------------------------------------------- | ------ | --------- | ------------------------------------- |
| 01. August 2005 | Irak             | Anschlag in Bagdad       | Sunnitische Extremisten                                     | | Schuss- und Stichwaffen | Muqtada as-Sadr-Unterstützer                                         | 22     | 0         | Irakischer Widerstand                 |
| 04. August 2005 | Israel           | Anschlag nahe Schefar’am | Eden Natan-Zada, Kach und Kahane Chai                       | rechtsextremistisch                                                                                      | Schusswaffe             | Palästinenser in Bus                                                 | 4      | 22        |                                       |
| 09. August 2005 | Indien           | Anschlag in Karimnagar   | Laschkar-e Taiba                                            | salafistisch                                                                                             | Sprengsatz              | Bushaltestelle                                                       | 0      | 20        | Aufstand in Kaschmir                  |
| 13. August 2005 | Bangladesch      | Anschlag in Chittagong   |                                                             | | Sprengsätze             | Schrein                                                              | 1      | 80        |                                       |
| 15. August 2005 | Irak             | Anschlag in Bagdad       |                                                             | | Mörser                  | Innenministerium                                                     | 0      | 20        | Irakischer Widerstand                 |
| 17. August 2005 | Bangladesch      | Anschlagsserie           | Jamaat-ul-Mujahideen, Harkat-ul-Jihad al-Islami             | islamisch-fundamentalistisch, islamistisch                                                               | ca. 500 Sprengsätze     | Regierungsgebäude, Universität, Flughafen, Zivilisten                | 2      | 115+      |                                       |
| 17. August 2005 | Irak             | Anschlag in Bagdad       |                                                             | | 3 Autobomben            | Bushaltestelle, Krankenhaus, Zivilisten, eintreffende Rettungskräfte | 43     | 88        | Irakischer Widerstand                 |
| 23. August 2005 | Irak             | Anschlag in Baquba       | al-Qaida im Irak                                            | salafistisch, wahhabitisch, panislamisch, antikommunistisch, antizionistisch, antisemitisch              | Selbstmordattentäter    | Koordinationszentrum, Polizisten, Soldaten, Zivilisten               | 7 (+1) | 20        | Irakischer Widerstand                 |
| 25. August 2005 | Irak             | Anschlag in Kut          |                                                             | | Schusswaffen            | Zivilisten                                                           | 36     | 0         | Irakischer Widerstand                 |
| 28. August 2005 | Israel           | Anschlag in Beʾer Scheva | Islamischer Dschihad in Palästina, al-Aqsa-Märtyrerbrigaden | palästinensisch-nationalistisch, islamisch-nationalistisch, islamistisch, antizionistisch, sozialistisch | Selbstmordattentäter    | Bushaltestelle, Zivilisten                                           | 0 (+1) | 48        | Israelisch-Palästinensischer Konflikt |
| 28. August 2005 | Philippinen      | Anschlag in Lamitan City | Abu Sajaf                                                   | islamistisch, islamisch-fundamentalistisch                                                               | Brandbombe              | Fähre                                                                | 0      | 30        | Moro-Konflikt                         |
| 31. August 2005 | Irak             | Anschlag in Bagdad       | Jaish al-Ta'ifa al-Mansurah                                 | sunnitisch-islamistisch                                                                                  | Mörser                  | Schrein                                                              | 3      | 36        | Irakischer Widerstand                 |

## September
| Datum/Beginn       | Betroffenes Land       | Anschlag                 | Täter             | Politische Ausrichtung                                                                      | Mittel                                  | Ziel                                  | Tote    | Verletzte | Hintergrund                   |
| ------------------ | ---------------------- | ------------------------ | ----------------- | ------------------------------------------------------------------------------------------- | --------------------------------------- | ------------------------------------- | ------- | --------- | ----------------------------- |
| 04. September 2005 | Indien                 | Anschlag in Chhattisgarh | CPI               | kommunistisch, marxistisch-leninistisch-maoistisch, links-nationalistisch                   | Landmine                                | Militärfahrzeug, Indische Soldaten    | 24      | 3         | Naxalitenaufstand             |
| 11. September 2005 | Vereinigtes Königreich | Anschlag in Belfast      | Orange Volunteers | loyalistisch, protestantisch-fundamentalistisch, antikatholisch                             | Pflastersteine, Granaten, Brandstiftung | Polizisten                            | 0       | 50        | Nordirlandkonflikt            |
| 14. September 2005 | Irak                   | Anschlag in Bagdad       | al-Qaida im Irak  | salafistisch, wahhabitisch, panislamisch, antikommunistisch, antizionistisch, antisemitisch | Sprengsätze                             | Zivilisten                            | 160     | 542+      | Irakischer Widerstand         |
| 16. September 2005 | Irak                   | Anschlag in Tuz Churmatu |                   |                                                                                             | Selbstmordattentäter mit Autobombe      | Moschee                               | 10      | 21        | Irakischer Widerstand         |
| 17. September 2005 | Irak                   | Anschlag in Diyala       | al-Qaida im Irak  | salafistisch, wahhabitisch, panislamisch, antikommunistisch, antizionistisch, antisemitisch | Selbstmordattentäter mit Autobombe      | Markt                                 | 30      | 38        | Irakischer Widerstand         |
| 22. September 2005 | Pakistan               | Anschlag in Lahore       |                   |                                                                                             | 2 Sprengsätze                           | Denkmal, Markt                        | 6       | 40        | Konflikt in Nordwest-Pakistan |
| 23. September 2005 | Irak                   | Anschlag in Bagdad       |                   |                                                                                             | Selbstmordattentäter mit Autobombe      |                                       | 7 (+1)  | 20        | Irakischer Widerstand         |
| 25. September 2005 | Irak                   | Anschlag in Hilla        |                   |                                                                                             | Selbstmordattentäter mit Motorradbombe  | Markt                                 | 2 (+1)  | 36        | Irakischer Widerstand         |
| 26. September 2005 | Irak                   | Anschlag in Bagdad       |                   |                                                                                             | Selbstmordattentäter mit Autobombe      | Mitarbeiter des Ölministeriums in Bus | 7 (+1)  | 30        | Irakischer Widerstand         |
| 27. September 2005 | Irak                   | Anschlag in Baquba       |                   |                                                                                             | Selbstmordattentäter                    | Polizeirekruten                       | 7 (+1)  | 23        | Irakischer Widerstand         |
| 28. September 2005 | Irak                   | Anschlag in Tal Afar     | al-Qaida im Irak  | salafistisch, wahhabitisch, panislamisch, antikommunistisch, antizionistisch, antisemitisch | Selbstmordattentäterin                  | Militärrekruten                       | 5 (+1)  | 30        | Irakischer Widerstand         |
| 28. September 2005 | Afghanistan            | Anschlag in Kabul        | Taliban           | deobandisch-fundamentalistisch, paschtunisch, islamistisch                                  | Selbstmordattentäter mit Autobombe      | Militärtrainingszentrum               | 9 (+1)  | 28        | Krieg in Afghanistan          |
| 29. September 2005 | Irak                   | Anschlag in Salah ad-Din |                   |                                                                                             | 3 Selbstmordattentäter mit Autobomben   | Gemüsemarkt, Moschee, Verkehr         | 62 (+3) | 70        | Irakischer Widerstand         |
| 29. September 2005 | Indien                 | Anschlag in Srinagar     |                   |                                                                                             | Granate                                 |                                       | 0       | 20        | Aufstand in Kaschmir          |
| 30. September 2005 | Irak                   | Anschlag in Hilla        |                   |                                                                                             | Selbstmordattentäter mit Autobombe      | Markt                                 | 10 (+1) | 30        | Irakischer Widerstand         |

## Oktober
| Datum/Beginn     | Betroffenes Land | Anschlag              | Täter                                 | Politische Ausrichtung                                                                    | Mittel                                | Ziel                                                                          | Tote    | Verletzte | Hintergrund                           |
| ---------------- | ---------------- | --------------------- | ------------------------------------- | ----------------------------------------------------------------------------------------- | ------------------------------------- | ----------------------------------------------------------------------------- | ------- | --------- | ------------------------------------- |
| 01. Oktober 2005 | Indonesien       | Anschlag in Bali      | Jemaah Islamiyah                      | islamistisch                                                                              | 3 Selbstmordattentäter mit Autobomben | Restaurants, Touristen, Zivilisten                                            | 20 (+3) | 100       |                                       |
| 05. Oktober 2005 | Irak             | Anschlag in Hilla     |                                       |                                                                                           | Autobombe, Sprengsatz                 | Moschee                                                                       | 25      | 87        | Irakischer Widerstand                 |
| 11. Oktober 2005 | Irak             | Anschlag in Tal Afar  |                                       |                                                                                           | Selbstmordattentäter mit Autobombe    | Markt                                                                         | 24 (+1) | 36        | Irakischer Widerstand                 |
| 13. Oktober 2005 | Russland         | Anschlagsserie        | Tschetschenische Republik Itschkerien | autonomistisch                                                                            | Schusswaffen, Geiselnahme             | Polizeistation, Innenministerium, Polizisten, Polizeigebäude, Waffengeschäfte | 85      | 150+      | Zweiter Tschetschenienkrieg           |
| 15. Oktober 2005 | Iran             | Anschlag in Ahvaz     |                                       |                                                                                           | 2 Sprengsätze                         | Markt, Zivilisten                                                             | 4       | 102       |                                       |
| 17. Oktober 2005 | Indien           | Anschlag in Assam     |                                       |                                                                                           | Schusswaffen                          | Busse, Zivilisten                                                             | 25      | 4         | Aufstand im Nordosten Indiens         |
| 26. Oktober 2005 | Israel           | Anschlag in Chadera   | Islamischer Dschihad in Palästina     | palästinensisch-nationalistisch, islamisch-nationalistisch, islamistisch, antizionistisch | Selbstmordattentäter                  | Markt                                                                         | 5 (+1)  | 25        | Israelisch-Palästinensischer Konflikt |
| 29. Oktober 2005 | Indien           | Anschlag in Neu-Delhi | Laschkar-e Taiba                      | salafistisch                                                                              | 3 Sprengsätze                         | Märkte                                                                        | 55      | 155       | Aufstand in Kaschmir                  |
| 31. Oktober 2005 | Irak             | Anschlag in Basra     |                                       |                                                                                           | Autobombe                             | Zivilisten                                                                    | 20      | 50        | Irakischer Widerstand                 |

## November
| Datum/Beginn      | Betroffenes Land | Anschlag                      | Täter                                      | Politische Ausrichtung                                                                      | Mittel                                  | Ziel                                    | Tote    | Verletzte | Hintergrund                                       |
| ----------------- | ---------------- | ----------------------------- | ------------------------------------------ | ------------------------------------------------------------------------------------------- | --------------------------------------- | --------------------------------------- | ------- | --------- | ------------------------------------------------- |
| 01. November 2005 | Türkei           | Anschlag in Şemdinli          | PKK                                        | autonomistisch, kurdisch-sozialistisch                                                      | Autobombe(n)                            | Soldaten, Polizisten, Zivilisten        | 0       | 23        | Konflikt zwischen der Republik Türkei und der PKK |
| 02. November 2005 | Irak             | Anschlag in Babil             |                                            |                                                                                             | Selbstmordattentäter                    | Markt                                   | 20 (+1) | 60        | Irakischer Widerstand                             |
| 09. November 2005 | Irak             | Anschlag in Bagdad            |                                            |                                                                                             | 2 Autobomben                            | Polizeistation, Moschee                 | 5       | 25        | Irakischer Widerstand                             |
| 09. November 2005 | Jordanien        | Anschlag in Amman             | al-Qaida im Irak                           | salafistisch, wahhabitisch, panislamisch, antikommunistisch, antizionistisch, antisemitisch | 4 Selbstmordattentäter                  | Hotels, Zivilisten                      | 57 (+4) | 100       |                                                   |
| 10. November 2005 | Irak             | Anschlag in Bagdad            | al-Qaida im Irak                           | salafistisch, wahhabitisch, panislamisch, antikommunistisch, antizionistisch, antisemitisch | Selbstmordattentäter                    | Restaurant                              | 34 (+1) | 25        | Irakischer Widerstand                             |
| 12. November 2005 | Irak             | Anschlag in Bagdad            |                                            |                                                                                             | Autobombe                               | Markt                                   | 4       | 24        | Irakischer Widerstand                             |
| 15. November 2005 | Indien           | Anschlag in Jammu und Kashmir |                                            |                                                                                             | Granate, Schusswaffen                   | Kundgebung                              | 2       | 60        | Aufstand in Kaschmir                              |
| 16. November 2005 | Indien           | Anschlag in Jammu und Kashmir | Al-Arifeen                                 |                                                                                             | Selbstmordattentäter mit Autobombe      | Bankgebäude, Zivilisten                 | 2       | 45        | Aufstand in Kaschmir                              |
| 18. November 2005 | Irak             | Anschlag in Bagdad            |                                            |                                                                                             | 2 Selbstmordattentäter mit Autobombe(n) | Hotel                                   | 6 (+2)  | 43        | Irakischer Widerstand                             |
| 18. November 2005 | Irak             | Anschlag in Diyala            |                                            |                                                                                             | 2 Selbstmordattentäter                  | Schiitische Moscheen                    | 75 (+2) | 90        | Irakischer Widerstand                             |
| 18. November 2005 | Sri Lanka        | Anschlag in Ampara            | vermutlich LTTE                            | autonomistisch, tamilisch-sozialistisch                                                     | 2 Granaten                              | Moschee                                 | 4       | 25        | Bürgerkrieg in Sri Lanka                          |
| 19. November 2005 | Irak             | Anschlag in Diyala            |                                            |                                                                                             | Selbstmordattentäter mit Autobombe      | Beerdigung                              | 36 (+1) | 50        | Irakischer Widerstand                             |
| 19. November 2005 | Irak             | Anschlag in Bagdad            |                                            |                                                                                             | Autobombe                               | Markt                                   | 13      | 20        | Irakischer Widerstand                             |
| 22. November 2005 | Irak             | Anschlag in Kirkuk            |                                            |                                                                                             | Autobombe, Schusswaffen                 | Sprituosenladen, Polizisten, Zivilisten | 22      | 28        | Irakischer Widerstand                             |
| 24. November 2005 | Irak             | Anschlag in Babil             |                                            |                                                                                             | Selbstmordattentäter mit Autobombe      | Krankenhaus                             | 31 (+1) | 27        | Irakischer Widerstand                             |
| 29. November 2005 | Bangladesch      | Anschläge in Dhaka            | vermutlich Jamaat-ul-Mujahideen Bangladesh | islamistisch                                                                                | Selbstmordattentäter                    | Regierungsgebäude                       | 8 (+2)  | 68        |                                                   |

## Dezember
| Datum/Beginn      | Betroffenes Land | Anschlag                          | Täter                                      | Politische Ausrichtung                                                                      | Mittel                 | Ziel                      | Tote    | Verletzte | Hintergrund                           |
| ----------------- | ---------------- | --------------------------------- | ------------------------------------------ | ------------------------------------------------------------------------------------------- | ---------------------- | ------------------------- | ------- | --------- | ------------------------------------- |
| 01. Dezember 2005 | Bangladesch      | Anschlag in Dhaka                 | vermutlich Jamaat-ul-Mujahideen Bangladesh | islamistisch                                                                                | Selbstmordattentäter   | Regierungsgebäude         | 1 (+1)  | 29 (+1)   |                                       |
| 05. Dezember 2005 | Israel           | Anschlag in Netanja               | Islamischer Dschihad in Palästina          | palästinensisch-nationalistisch, islamisch-nationalistisch, islamistisch, antizionistisch   | Selbstmordattentäter   | Einkaufszentrum           | 5 (+1)  | 40        | Israelisch-Palästinensischer Konflikt |
| 05. Dezember 2005 | Bangladesch      | Anschläge in Dhaka und Chittagong | vermutlich Jamaat-ul-Mujahideen Bangladesh | islamistisch                                                                                | 2 Selbstmordattentäter | Bibliothek, Kontrollpunkt | 6 (+2)  | 50        |                                       |
| 06. Dezember 2005 | Irak             | Anschlag in Bagdad                | al-Qaida im Irak                           | salafistisch, wahhabitisch, panislamisch, antikommunistisch, antizionistisch, antisemitisch | 2 Selbstmordattentäter | Polizeischule             | 34 (+2) | 72        | Irakischer Widerstand                 |
| 08. Dezember 2005 | Bangladesch      | Anschlag in Dhaka                 | Jamaat-ul-Mujahideen Bangladesh            | islamistisch                                                                                | 2 Selbstmordattentäter | Zivilisten                | 7 (+1)  | 49 (+1)   |                                       |
| 30. Dezember 2005 | Irak             | Anschlag in Bagdad                |                                            |                                                                                             | Mörser                 | Café                      | 5       | 23        | Irakischer Widerstand                 |